# Beishu Shuiku
Beishu Shuiku (kinesiska: 北墅书库) är en reservoar i Kina. Den ligger i provinsen Shandong, i den östra delen av landet, omkring 300 kilometer öster om provinshuvudstaden Jinan. Beishu Shuiku ligger 109 meter över havet. Arean är 2,5 kvadratkilometer. Trakten runt Beishu Shuiku består till största delen av jordbruksmark. Den sträcker sig 3,9 kilometer i nord-sydlig riktning, och 4,8 kilometer i öst-västlig riktning.
Genomsnittlig årsnederbörd är 801 millimeter. Den regnigaste månaden är juli, med i genomsnitt 317 mm nederbörd, och den torraste är januari, med 11 mm nederbörd.